# Symplectoscyphus filiformis
Symplectoscyphus filiformis is een hydroïdpoliep uit de familie Sertulariidae. De poliep komt uit het geslacht Symplectoscyphus. Symplectoscyphus filiformis werd in 1888 voor het eerst wetenschappelijk beschreven door Allman. 